# Kostelní Bříza (zámek)

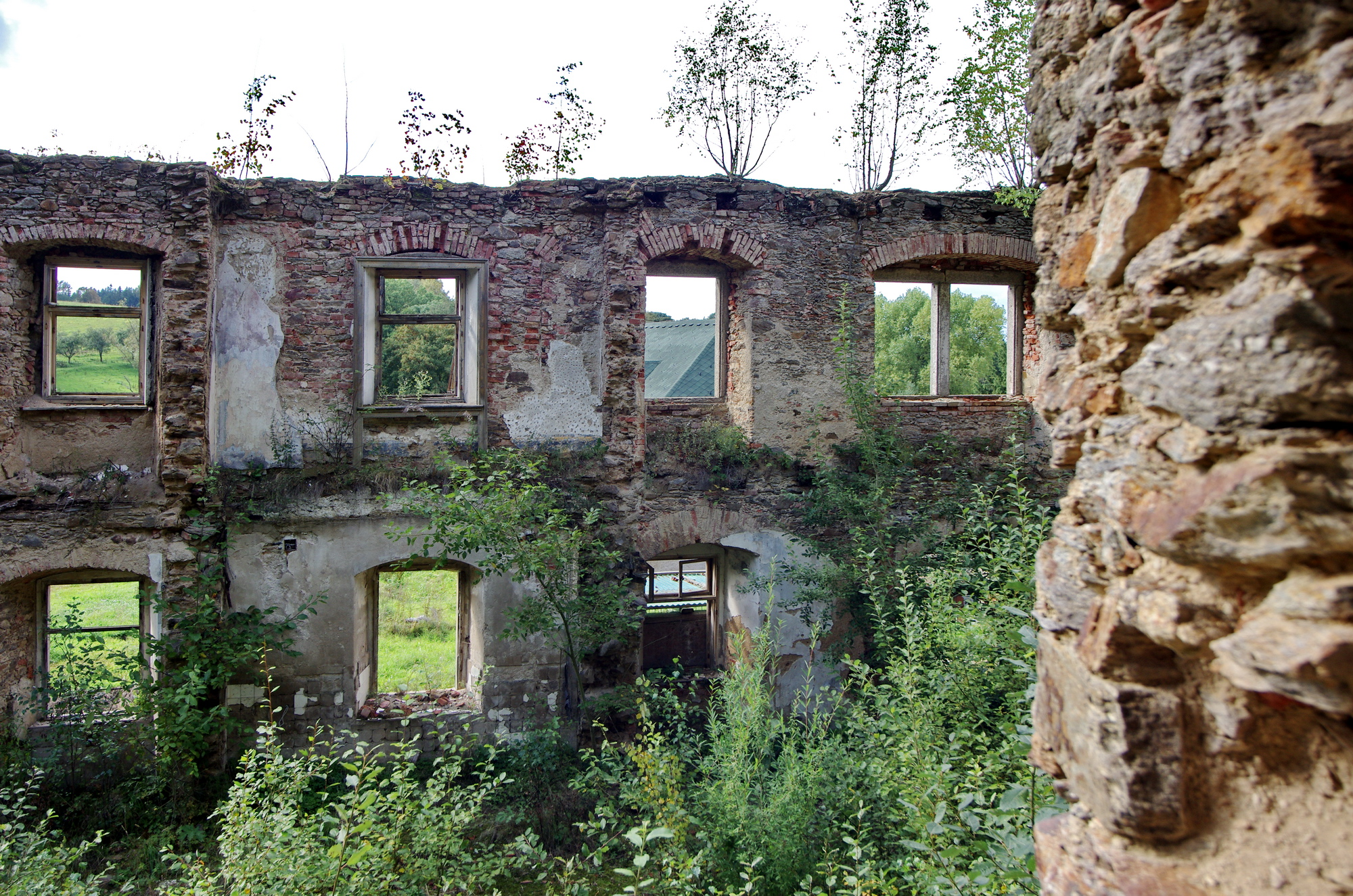
Zámek v roce 2013

Kostelní Bříza je zřícenina zámku ve vesnici Kostelní Bříza u Březové v okrese Sokolov. Od osmnáctého století stojí v areálu poplužního dvora. Na východní straně k zámku přiléhá zámecký park chráněný jako kulturní památka ČR.

## Historie
Předchůdcem zámku byla renesanční tvrz, jejíž polohu neznáme, ale je možné, že stávala v areálu poplužního dvora. Ještě starším panským sídlem byla gotická tvrz, jejíž tvrziště se dochovalo severozápadně od kostela svatého Petra a Pavla.
V roce 1630 vesnici získal Vilém Winkler z Heimfeldu, po němž ji v padesátých letech převzal jeho nejstarší syn Jan Friedrich Winkler. Ve stejné době byla zrušena manská povinnost k loketskému hradu a je možné, že byl také založen nový barokní zámek. Dokončen byl však až roku 1679, kdy panství patřilo Anně Marii Winklerové. Dataci dokládala litinová deska umístěná původně na zámecké budově. Vznik zámku v tomto období podporuje rozdílná tloušťka zdiva, která v některých částech budovy dosahuje až 1,5 metru.
Roku 1654 panství za nezletilé děti spravovala Eufemie Winklerová z Redwitz. Kostelní Břízu prodala za 9 100 rýnských zlatých Albrechtovi ze Steinbachu, který se oženil s dcerou Viléma Winklera Zuzanou. Po Albrechtově smrti statek zdědily jeho dcery, které ho v roce 1669 prodaly Anně Marii Winklerové z Heimfeldu za 8 140 rýnských zlatých. Od ní jej v roce 1682 koupil Jiří Julius Multz z Valdova, ale dostal se do tísnivé finanční situace a po požáru vesnice ji roku 1688 prodal Juliu Erdmannovi Antonínovi z Grouppau. Ten u kostela založil špitál Všech svatých a před svou smrtí panství odkázal v roce 1732 Janu Františkovi z Turby.

### Turbové z Turby
Turbové jsou také považovaní za zakladatele zámku. Po otci panství převzal Jan Václav z Turby, který zemřel v roce 1772 a vdova Anna Marie o rok později odkoupila, i přes nevýhodné podmínky, podíl své dcery Klarisy.

### Spiegelové
O další dva roky později se Klarisa provdala za Karla Lebrechta Konráda ze Spiegelu, který jí půjčil část peněz na vyplacení nároků dcery a dalších věřitelů. Zemřela v roce 1783 a po smrti manžela se o panství starala jeho druhá manželka Františka. V roce 1816 dospěl jejich nejstarší syn Karel, kterému Kostelní Bříza s Arnoltovem a Reichenbachem patřily až do roku 1832.

### Henneberg-Spiegelové a Auerspergové
Jeho dědicové je v roce 1837 prodali svobodnému pánovi Gottliebu (Bohumilu) Henneberg-Spiegelovi, po jehož smrti si majetek rozdělili děti, ale roku 1846 všechny podíly koupila dcera Františka, provdaná Auerspergová. Po ní se majitelem stal její bratr Gottlieb (mladší), který za statky zaplatil 103 tisíc zlatých.

### Kopalové
Dalšími majiteli se stala jeho manželka Arnoška, rozená von Kopal, a po její smrti v roce 1917 (po vypořádání dědického řízení) její blízký příbuzný Viktor Brand-Kopal. Návrhem Pozemkového úřadu ze dne 8. ledna 1921 byly Viktorovi nemovitosti zabrány a byla na nich provedena pozemková reforma. Většina majetku byla však ze záboru vypuštěna – velká část pozemků, pivovar, pila, cihelna v Arnoltově, a také samotný zámek v Kostelní Bříze, odkud Viktor svůj majetek dále řídil. Majetek držel až do roku 1945. Dne 8. února 1946 byla na majetek uvalena národní správa a zámek mu byl zabaven. Ve stejném roce Viktor nuceně vysídlil do Rakouska. Ve městě Litschau zde také 17. září 1959 zemřel.

### Majetkové poměry po druhé světové válce
Ve druhé polovině dvacátého století zámecký areál využívaly Státní statky Sokolov a Agrokombinát Sokolov, které zanedbávaly údržbu, až se v letech 1985–1986 zřítila část střechy. Ani poté neproběhla žádná oprava, takže z chátrajícího zámku se dochovalo pouze obvodové zdivo a některé vnitřní příčky.
Po roce 2000 koupil ruinu zámku s přilehlými hospodářskými budovami dagestánský podnikatel Lukman Lukmanov. Na jeho žádost byl v únoru 2007 areál zámku, s výjimkou zámeckého parku, vyškrtnut ze seznamu kulturních památek. Nový majitel začal s opravami hospodářské budovy statku, kterou chtěl využívat jako své sídlo. Opravy však nedokončil a v roce 2017 koupilo zámek zpět město Březová, které plánuje jeho nekomerční využití.

## Stavební podoba
Zámek stojí na východní straně poplužního dvora. Tvoří ho obdélná jednopatrová budova s půdorysem o rozměrech 40 × 15,5 metru, která bývala krytá mansardovou střechou. Hlavní průčelí obrácené do dvora je zdůrazněné dvojicí mělkých rizalitů, v jejichž přízemí se nachází půlkruhově zakončené vstupy do přízemí. Ve středu prvního patra východní strany je portál, ze kterého se po můstku přecházelo do sousedního parku. Řada přízemních místností byla zaklenutá valenými klenbami s trojbokými výsečemi. Středem prvního patra vedla chodba přístupná z přízemí dvojicí schodišť.